# Anthony Lovrich
Anthony „Tony” Lovrich (ur. 5 grudnia 1961 w Perth) – australijski wioślarz, srebrny medalista olimpijski.

## Kariera
Wystartował na igrzyskach olimpijskich w Los Angeles w 1984, gdzie osada Australii w składzie: Paul Reedy, Gary Gullock, Tim McLaren i Tony Lovrich zdobyła srebrny medal w czwórkach podwójnych. W finale A uplasowali się o 0,43 sekundy za osadą RFN i o 1,09 sekundy przed osadą Kanady. Był to jego jedyny start olimpijski.
Był też siódmy w tej konkurencji na mistrzostwach świata w Tasmanii (1990).
Po zakończeniu kariery został trenerem.